# Gago Coutinho
Pour les articles homonymes, voir Gago.
Carlos Viegas Gago Coutinho (Lisbonne, 1869 - Lisbonne, 1959) est un officier de la Marine portugaise, navigateur et historien. Il naquit dans le quartier de la Madragoa. 

## Biographie
Au service de la Marine portugaise, il parcourt les quatre coins du monde et est parvenu au grade d'amiral. En même temps, il entreprend une vaste opération d'investigation scientifique et publie une importante variété de travaux géographiques et historiques, principalement autour de la navigation portugaise comme L'Itinéraire du voyage de Vasco da Gama et sa version des Lusíadas.
À partir de 1898, il se fait connaître pour ses cartes géographiques de délimitation des frontières des territoires d'outre-mer. Au cours de ses travaux, Gago Coutinho fait une traversée de l'Afrique. En s'associant avec Sacadura Cabral, il réalise en 1921 la traversée aérienne Lisbonne - Funchal (Madère) et, en 1922, la première traversée aérienne de l' Atlantique Sud, Lisbonne - Rio de Janeiro, comme navigateur et ce avec une grande rigueur, utilisant un sextant de son invention.
Gago Coutinho réalisa un grand nombre de missions et de services pour l'État et, à la fin de sa vie, il se voua à l'étude de l'histoire des grandes découvertes et des navigations portugaises, écrivant plusieurs œuvres réunies dans le recueil Náutica dos Descobrimentos.
Comme reconnaissance de toute son œuvre, Gago Coutinho fut nommé directeur honoraire de l'Académie navale portugaise en 1926 et s'est distingué comme pilote aviateur. Il se retira de la vie militaire en 1939. Sa tombe se trouve au cimetière d'Ajuda, à Lisbonne.
En 1978, il fut représenté sur les billets de banque portugais de 20 escudos (environ 10 cts d'euro).

## Distinctions
- Grand-croix de l'ordre de Sant'Iago de l'Épée